# Au-delà des mots
Albums de Alan Stivell
Back to Breizh
(2000) Explore
(2006)
Au-delà des mots (En tu-hont d'ar c'homzoù en breton) est le 21e album original d'Alan Stivell et son 17e album studio (quatrième album instrumental), paru le 21 mai 2002 en France et en août en Angleterre, nommé Beyond Words.
Il marque les 50 ans de la renaissance de la harpe celtique. Avec ses six harpes différentes et la collaboration de deux musiciens de renom mais avec une grande orchestration, l'œuvre puise sa source au plus ancien à travers la harpe tout en étant tourné vers le futur avec les effets modernes.

## Conception
« Le fil conducteur de ce 21e album est tout simplement l’histoire et les rêves de ma vie, et l’occasion de mettre à l'honneur les harpes (néo-celtiques) qui y sont arrivées comme par magie. Je dédie cet album à ces instruments merveilleux : le pluriel est de rigueur, tant est différente ma harpe cristal plexiglas (partiellement « midifiée », ou passant à travers des pédales d'effets) de la Telenn Gentañ, la première et la plus pure entre toutes. Je suis heureux de célébrer ainsi le cinquantenaire du retour de la harpe celtique chez les Bretons, ou, tout du moins, de son coup d’envoi. Cherchant toujours à évoluer dans la pratique, l’écriture, ou la conception des harpes elles-mêmes, cet album se devait d’être instrumental.
 Les harpes y sont entourées de paysages sonores évoquant les rivages de l'archipel celtique, dont il vaut mieux rêver éveillé. Derrière mes différentes harpes, je détourne un peu les techniques et les musiques électroniques (loops, etc.), au service de sons généralement très naturels, même si ne disparaissent pas complètement les distorsions et autres effets que j'affectionne aussi, l'énergie plus rock, les « tourneries » technoïdes. Certains passages évoquent plutôt des influences ou des connexions jazz-blues, espagnols, africaines ou orientalisantes : la musique celtique se joue des frontières de l’« Orient » (voir de l'ensemble du monde extra-européen) avec l’« Occident » ; la musique, à l’instar de la culture celtique en général, est, en réalité, à cheval sur ces deux mondes. »
— Alan Stivell, 2002, texte accompagnant l'album, p. 3 du livret (traduit en anglais et breton)
Au-delà des mots est le quatrième album d'Alan Stivell à la gloire de ses harpes. Ce dernier est porté davantage vers l'impro et une orchestration sous l'influence des sons actuels. Environ la moitié de l'album (La harpe, l'eau, le vent, Goltraidhe...) est construite à partir d'impros très spontanées, en général à la harpe ou aux claviers, suivant les états d'âme de l'artiste, un peu comme les fameux goltraidhe, suantraidhe et geantraidhe (modes anciens qui faisaient pleurer, rêver et rire) des gaéliques harpeurs médiévaux.
Enregistré en 2001, cet album éthéré est la recherche d'une qualité sonore vers la modernité, qui s'appuie, néanmoins, sur la rigueur et le respect du passé, Alan Stivell confirmant la pleine maîtrise de son art : « La quête du son, c'est mon obsession. Le titre veut d'ailleurs signifier qu'un texte sera toujours pour moi plus approximatif qu'une note. Ici, j'ai cherché à concilier pureté et innovation, afin d'évoquer, le plus justement possible, la nature, le sensible, le minéral, l'aquatique, l'aérien. Je ne cesserai jamais de rêver à de nouvelles harpes. [...] Pour cet album, j'ai pris le temps d'obtenir des sons évoquant la sanza, la marimba, la contrebasse, la guitare électrique avec distorsion, le clavier... ». La nature des cordes influence énormément le jeu et la sonorité, que ce soit sur une harpe classique, la Telenn Gentañ à cordes de boyaux, une électrique à cordes métalliques, une acoustique à cordes en bronze.

## Parutions et réception
En France, l'album paraît le 21 mai 2002. Après Renaissance de la harpe celtique, cet album est l'aboutissement de ce bouleversement de la musique par l'évolution de cet instrument, qui a, par la même occasion, bouleversé sa vie. Au-delà des mots est sorti en Angleterre en août 2002 sous le titre Beyond words. Il entre dans le « Top albums » France le 20 mai 2002, en 56e position, et il y reste pendant 4 semaines. L'album est remastérisé et réédité en 2007 (distribution Harmonia Mundi). Dès le 6 mai 2002, Alan Stivell présente son album à José Artur dans l'émission Pop-Club sur France Inter.

### La presse bretonne et spécialisée
La critique salue l'album, introspectif et créatif, entre tradition, modernité et liberté absolue. En mai, l'hebdomadaire Bretagne Hebdo s'amuse même à titrer : « Alain Ier, duc de Bretonnie » à la suite d'un sondage de popularité auprès de ses lecteurs et Alan Stivell le présente au Pop Club de José Artur, l'une des émissions où tout a commencé. Jean-Luc Germain dans Bretagne Magazine analyse l'œuvre ainsi : « Cela fait trente ans qu'il « dure » ainsi... À chaque revival, Alan Stivell trouve le ton juste, la bonne idée pour se situer « au-delà des mots », titre de son nouvel album, mais surtout au-delà des modes. Poétiques, très inspirées, les quatorze dentelles musicales qui émaillent ce disque doré à l'or fin de la sensibilité, dressent un pont entre la Bretagne profonde et les hautes terres d'Écosse ou d'Irlande. Un album innovant et particulièrement inspiré. ». J-J Boidron dans Trad Magazine, introduit sa chronique par « Retour à la source ! » et conclut par « À ingérer sans modération et en boucle ». Le Télégramme conclut sa chronique le jour de la sortie par : « Doux et envoûtant, il transporte l'auditeur dans une grande variété de paysages celtiques mais aussi parfois africains et orientaux ».
Sur AllMusic, l'avis anglais est positif : « Mais en dépit de sa fascination pour l'Antiquité, Stivell est un modernisateur, comme il ressort, par exemple, par les effets de batterie électronique sur Bleimor, le Bagad. L'ambiance, les esthétiques spacieuses, portent Stivell près du domaine de nouvel âge, mais surtout on peut entendre le son naturellement grinçant des instruments à cordes acoustiques et c'est toujours un plaisir. »

### Tournée anniversaire en Europe
Pour célébrer les 50 ans de la « Telenn Gentañ », la harpe construite par Georges Cochevelou, « un Stradivarius au son cristallin inégalé », son fils Alan fait construire par le facteur nantais Camac une futuriste « harpe du troisième millénaire » qu'il présente sur scène en 2004. Avec un concept plus intimiste, le Breton préféré des Bretons (Bretagne Hebdo, mai 2002) est accompagné par une nouvelle équipe scénique (un claviériste, un flûtiste et un percussionniste). C'est son premier spectacle où la musique instrumentale occupe tant de place (les deux tiers). La tournée débute en avant-première par la Nuit celtique 2003 au Stade de France et le conduit à travers l'Europe. Les 19, 20 et 21 mars 2004, il s'arrête dans la salle parisienne de La Cigale. Sous une forme un peu différente, de nouveaux concerts ont lieu de mars jusqu'à l'été 2005 dans les festivals européens (Celtica à Nantes, Belgique, Italie, Espagne, Pays de Galles).

## Caractéristiques artistiques

### Description des morceaux

#### La Harpe, l'eau, le vent
Morceau qui s'ouvre sur le bruit des éléments (l'eau, fond sonore similaire à la séquence du « Dor II » de Harpes du Nouvel Âge puis le vent représenté par des sons de synthé), arrière-plan sur lequel la harpe jaillit pour devenir la source musicale principale, avec une superposition d'arpèges « cristallins » et une basse monocorde. Stivell détourne la représentation supposée des éléments essentiels à la vie (la terre, l'eau et le feu) par le triskell. Il rêve d'un monde en liaison avec la nature ; du fait des éléments c'est donc une pensée en mouvement

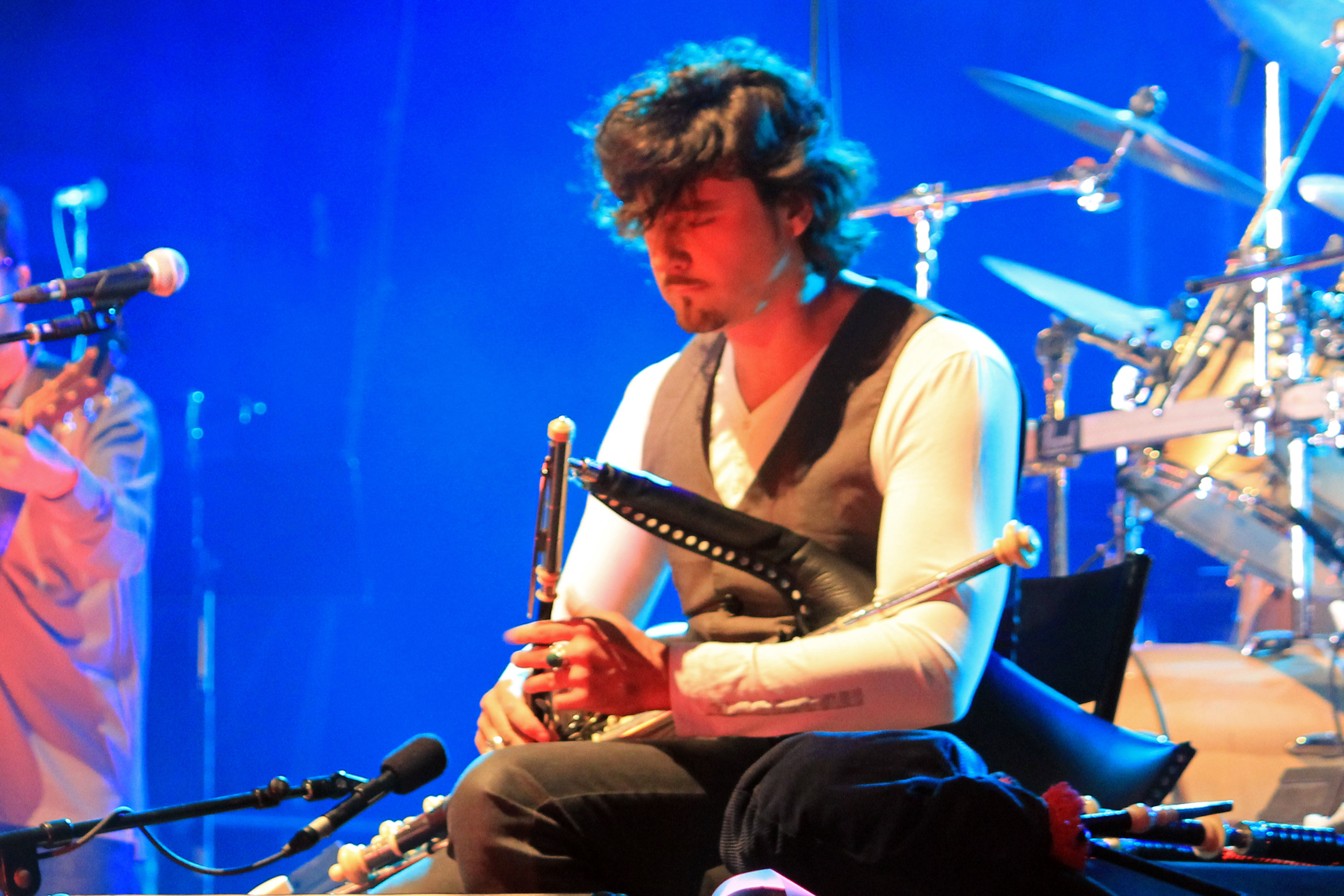
Ronan Le Bars apporte sa maîtrise du uilleann pipes, la cornemuse irlandaise.

#### La Celtie et l'Infini(A et B)
Thème, d'abord lentement interprété à la harpe, puis au low whistle - par Alan Stivell - et au pib-uilleann par Ronan Le Bars, rejoints par les percussions et accompagnés par un nappe de synthé et divers sons pertinents. Huit minutes d'émotion pour évoquer une Celtie éternelle et marine. Son nouveau prototype de harpe lui permet de moduler le son à loisir, au point de pouvoir obtenir celui d'une distorsion proche d'une guitare électrique.

#### Dihun telenn vMarzhin(«Réveillée, la harpe enchantée»)
Morceau qui célèbre le réveil de la harpe celtique, presque cinquante ans après la renaissance offerte par son père Georges Cochevelou. Inauguré par des claviers solennels, Laurent Bourdelas trouve qu'il est « comme transpercé par le son cristallin de la harpe, dans un surgissement qui confine au magique ».

#### La Harpe et l'Enfant
Composition limpide et fluide - sans exclure les diverses modulations de sons - en plusieurs mouvements, qui dit un éveil, une joie, un apprentissage, l'acquisition d'une virtuosité, ce qui a été le cas d'Alan Stivell tout petit. Ronan Le Bars l'accompagne en douceur au low whistle, comme David Hopkins aux percussions. Le tout s'inspire aussi d'Eured ar Beg (« Le mariage de la pie ») de l'ethno-musicologue Donatien Laurent

#### Bleimor, le Bagad
Hommage rythmé rendu au bagad Bleimor, dont il utilise un sample tiré de l'album Sonerezh keltiek (1974) qui se baigne en partie dans le flux et le reflux océanique, le tout ponctué par un son très électrique de harpe.

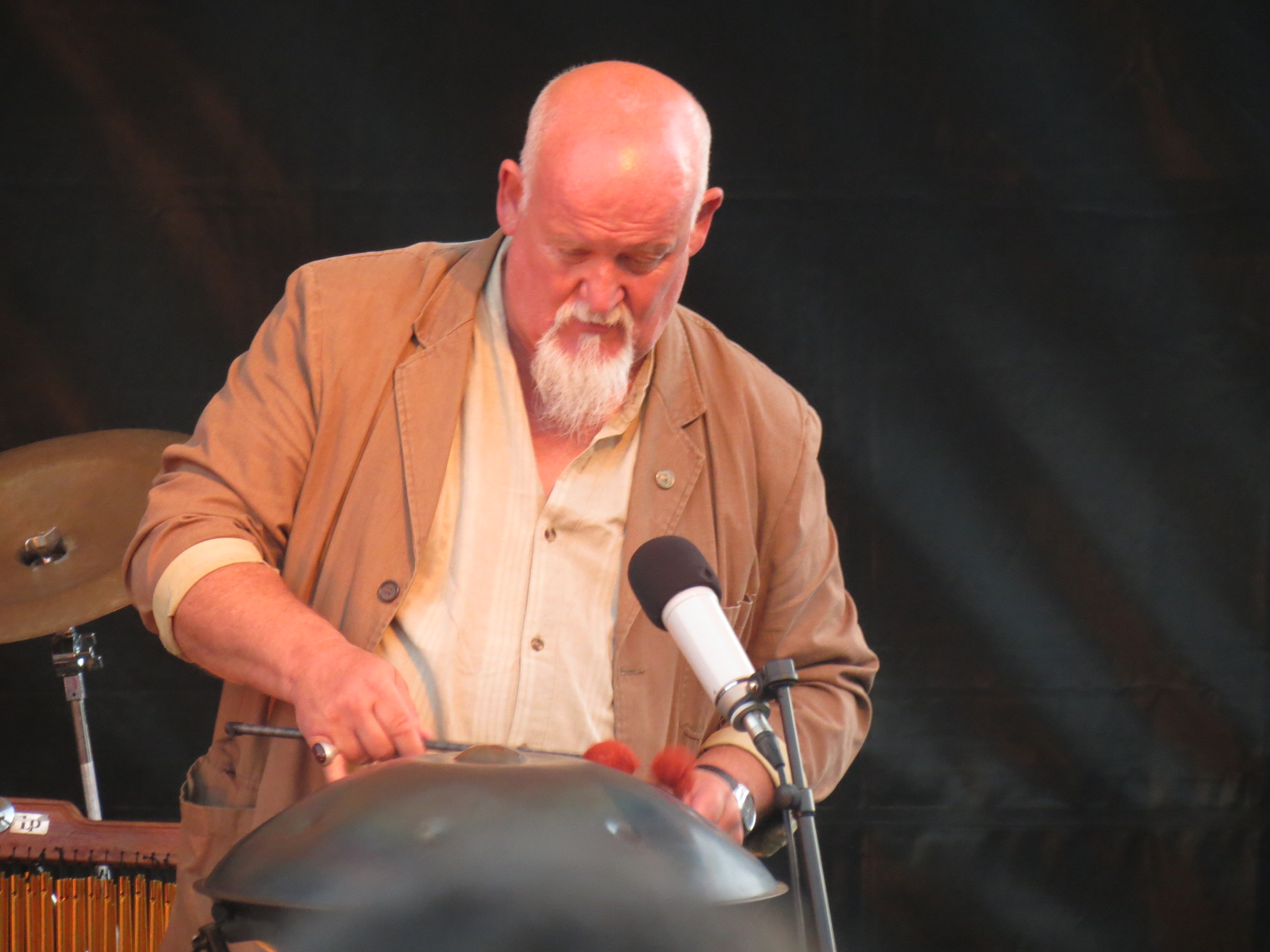
L'expert des percussions du monde David Hopkins agrémente de ses rythmiques les morceaux dansant.

#### Gourin-Pontivy
Stivell s'inspire de son « pays » Vannetais, des villes de Gourin (Poher) et Pontivy (Pourlet) où sont nés ses grands-parents, pour réaliser un dialogue mâtiné d'électro entre la harpe et les percussions vigoureuses ; un appel à la danse comme il les affectionne, et un rappel de l'importance de l'enracinement et de l'authenticité.

#### E kreiz Breizh
Morceau qui poursuit l'hommage aux lieux aimés (ici les Hauts de Cornouaille) et l'invitation à la danse (percussions assurées par Alan Stivell et David Hopkins).

#### Goltraidhe
Morceau de harpe mélancolique - « les gammes de la tristesse » est-il indiqué - rejoint par le pib-uillean très nostalgique de Ronan Le Bars ; Alan y joue aussi du low whistle, dont les notes s'entremêlent subtilement à celles de sa harpe. Il s'agit d'exprimer ici à la fois l'émotion ayant fait suite aux attentats du 11 septembre 2001 mais aussi celle du souvenir de la disparition de son père, ravivé par ce disque d'une certaine manière commémoratif (Stivell a traversé aussi à cette époque, sur le plan personnel, un moment déstabilisant).

#### Et les feuilles repousseront
Titre faisant allusion aux paroles de Délivrance : « Et les feuilles repousseront de Bretagne en Espagne / Du Mali au Chili, d'Indochine en Palestine ». La harpe y est à la fois proche et lointaine, disant peut-être le souvenir et la mémoire, peut-être aussi des espoirs déçus, marqués par des ruptures de rythme.

#### Demain matin chez O'Carolan
```
Nouvel hommage de Stivell à 
Turlough O'Carolan
, l'un des derniers harpistes professionnels irlandais, 

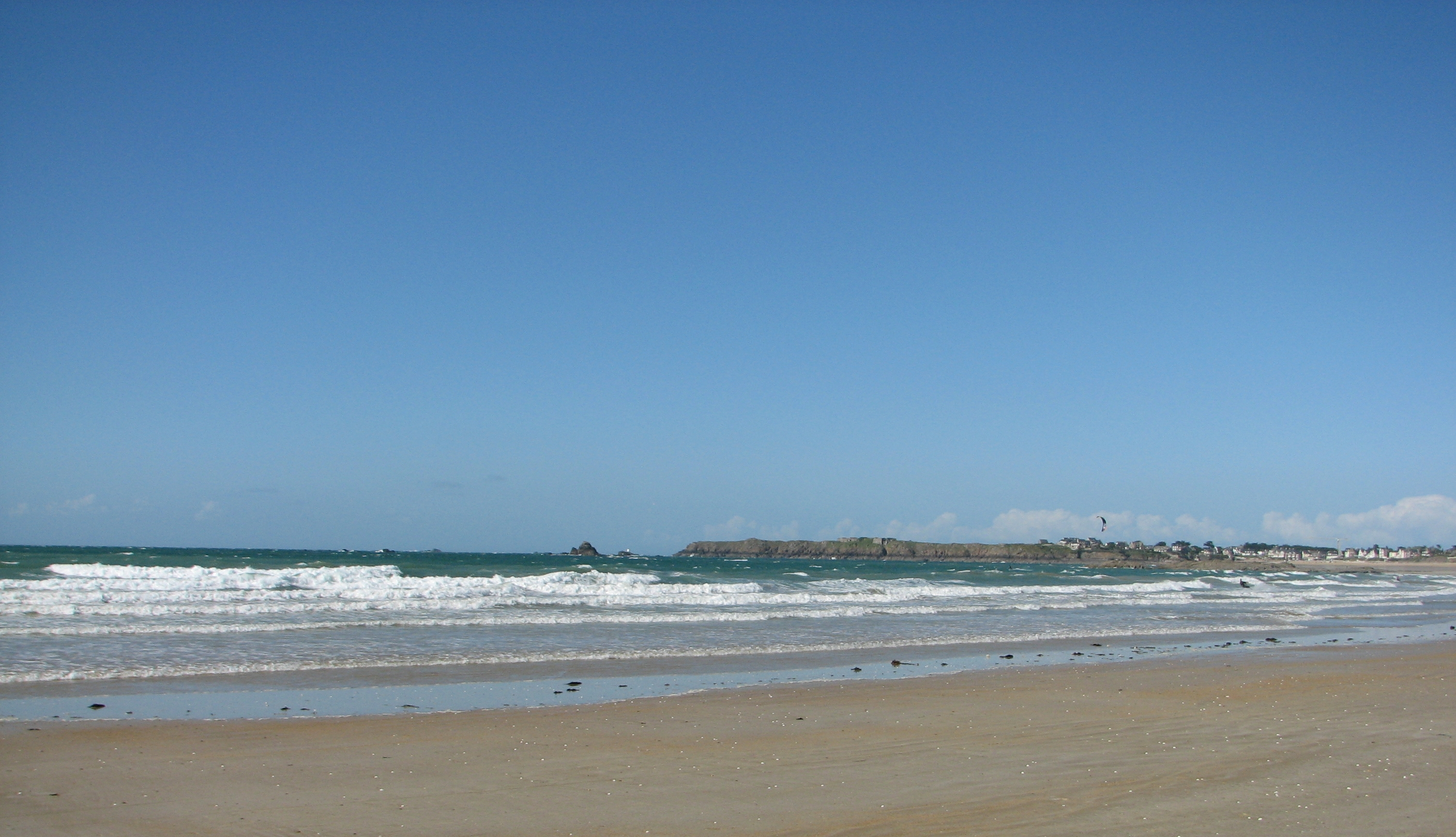
La mer ouvre et ferme l'album (ci-dessus une plage de Saint-Malo)

via
 cette 
slip jig
, après lui avoir dédié un morceau - 
Kervallan
 - sur 
Harpes du Nouvel Âge
[
25
]
.
```

#### Harpe Atlantique / La Route de l'étain
Morceau qui témoigne à sa manière, avec des silences, ses reprises et ses improvisations, ses percussions même (de Stivell et Hopkins), le chemin mystérieux qui reliait la Bretagne aux rivages de la Méditerranée à l'âge du bronze. Il comprend le thème irlandais de Cooley's Reel, joué avec dextérité à la harpe, surtout connu interprété au violon, qui sera d'ailleurs repris par le groupe italien Rhapsody comme interlude sous le titre Elnor’s Magic Valley sur l'album Rain of a Thousand Flames.

#### La Celtie et l'Infini/La harpe, l'eau, le vent
Morceaux qui referment le cercle formé en ouverture, avec tous les musiciens qui jouent de tous les instruments présents sur le disque et toujours le bruit de l'eau pour les relier, en début et fin de morceau.

### Pochette et disque

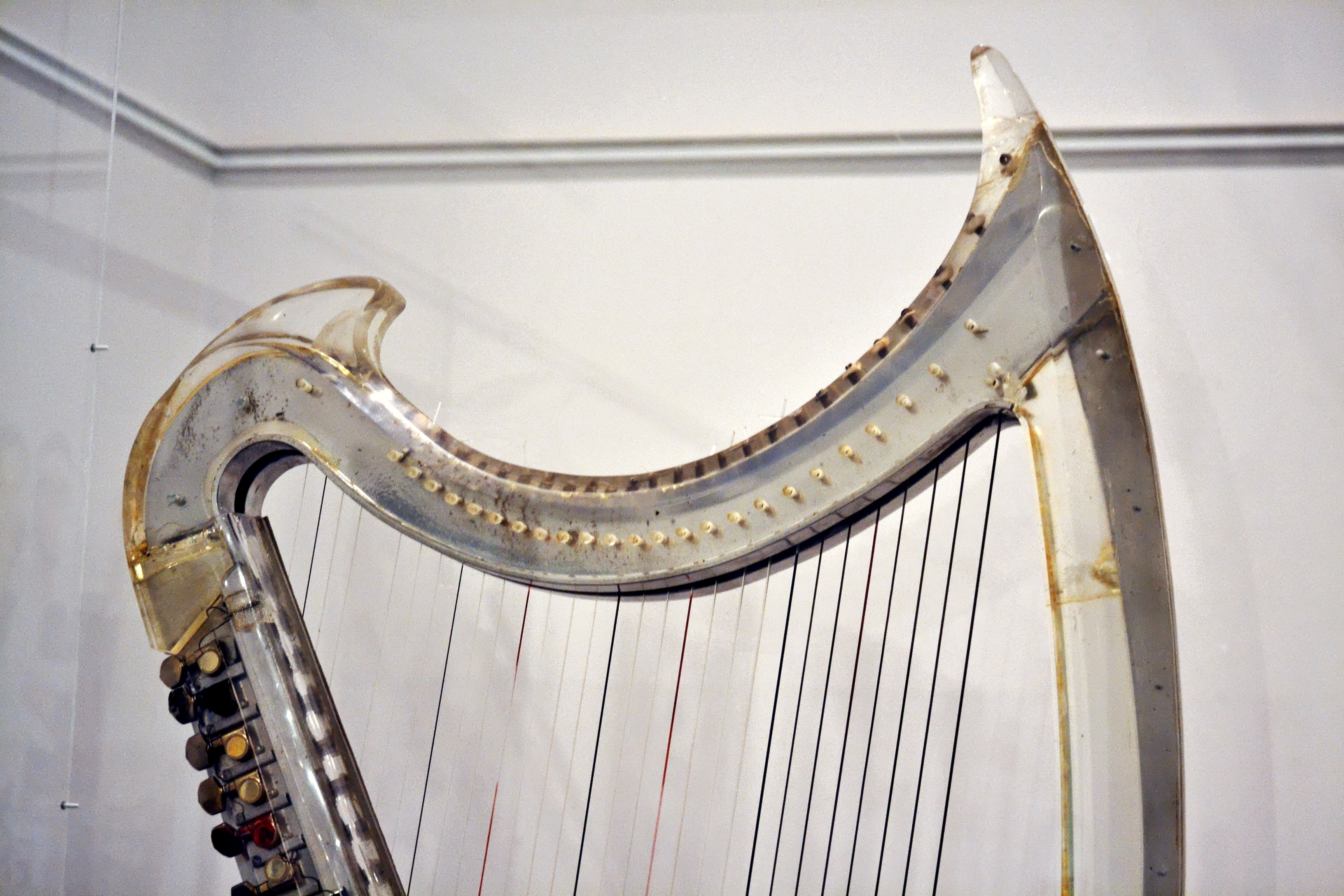
Telenn Strink, « harpe de cristal »

La pochette, une photo de plage/océan/ciel (la plage du Sillon à Saint-Malo) d'Andrée Lebrun, redesignée jusqu'à l'abstraction, illustre les propos du musicien : « La harpe, l’eau, le vent, au-delà des mots, résonance infinie vers l’harmonie ».
L'horizon de cet océan onirique s'étend à perte de vue, tout comme les cordes graves de la harpe dite « de cristal », intégrée sur la pochette du CD, qui se prolongent jusqu'en bas.
Dans le livret, le harpeur remercie en particulier Marie-José, sa « femme-fleur merveilleuse » pour son aide, et il contient des clichés d'Alan Stivell à la harpe et de deux de ses instruments.

## Fiche technique

### Liste des morceaux
| No  | Titre | Durée |
| --- | --- | ----- |
| 1.  | La harpe, l'eau, le vent (A) (Telenn, avel, dour - Harp, Water, Wind)                                     | 6:04  |
| 2.  | La Celtie et l'infini (A) (Keltia hag an Didermen - Celtica & Infinity)                                   | 2:20  |
| 3.  | La Celtie et l'infini (B)                                                                                 | 5:34  |
| 4.  | Dihun Telenn vMarzhin (Réveillée, la harpe enchantée - Hark ! Merlin's Harp Waketh !)                     | 2:06  |
| 5.  | La harpe et l'enfant (An delenn hag ar bugel - The Young Boy and the Harp)                                | 5:54  |
| 6.  | Bleimor, Le bagad (Bleimor, The Bagad)                                                                    | 6:32  |
| 7.  | Gourin-Pontivy (Pondi-Gourin)                                                                             | 4:48  |
| 8.  | E Kreiz Breizh (Des Hauts de Cornouaille - In the Breton Highlands)                                       | 6:10  |
| 9.  | Goltraidhe (Les gammes de la tristesse - Music in the Scale of Sorrow)                                    | 6:12  |
| 10. | Et les feuilles repousseront... (Ha delioù 'vo c'hoazh, 'michañs... - Winter's End...)                    | 4:46  |
| 11. | Demain matin chez O'Carolan ('Arc'hoazh vitin 'ba ti gKêrvalan - To-Morrow Morn' at Carolan's)            | 2:28  |
| 12. | Harpe Atlantique, La route de l’étain (Telenn Atlantek, Hent ar staen - The Atlantic Harp, The Tin Route) | 6:26  |
| 13. | La Celtie et l'infini (С)                                                                                 | 2:58  |
| 14. | La harpe, l'eau, le vent (B)                                                                              | 5:27  |

### Crédits
Musiques : Alan Stivell, sauf :
- 5 : Alan Stivell - thème Eured Ar Big de Donatien Laurent
- 8 : Alan Stivell - Traditionnel
- 12 : Alan Stivell - Traditionnel Cooly's Reel

#### Équipe artistique
- Alan Stivell : harpes celtiques[28], low-whistle (flûte irlandaise sur 3, 9, 13, 14), percussions (pistes 3, 5, 6, 7, 8, 12, 13), claviers, programmations et ordinateurs
- Ronan Le Bars : low-whistle (5, 11, 12), pib-uilleann (cornemuse irlandaise sur 3, 6, 9, 13)
- David Hopkins : percussions (3, 5, 6, 7, 8, 12, 13)
- Sample du Bagad Bleimor tiré de l'album Sonerezh Keltiek, pour le morceau Bleimor, le Bagad.

#### Équipe technique
- Production : Alan Stivell (Keltia III)
- Enregistrement et mixage : Jeff Grimont McGowran
- Studios : Keltia (pré-prod.), Siam (Rennes) et Cargo Studios (en) (Rochdale)[29]
- Assistant son : François Le Marié
- Mastering : Xavier Brunetière
- Photos : collection privée d'Alan Stivell
- Photo recto : Andrée Lebrun
- Design original : Nuit de Chine
- Design réédition : Gwenvael Cochevelou avec la participation de Gérald Nimal